# أنتوني بهادر
أنتوني بهادر هو لاعب كرة قدم كندي في مركز الهجوم، ولد في 25 فبراير 1988 في تورونتو في كندا. لعب مع نادي إدمونتون وهاوجانج يونايتد.